# 日永カヨー
日永カヨー（ひながカヨー）は、三重県四日市市日永にあるショッピングセンターである。

## 概要
1976年（昭和51年）4月25日に現在の建物北側の敷地の南側に開業し、1993年（平成5年）6月10日に旧駐車場部分に現建物が開業した。
近隣のイオンタウン四日市泊や鈴鹿市のイオンモール鈴鹿などのオープンにより客減少の一途をたどっていたが、40周年になる2016年（平成28年）11月23日に開業以来初めてとなる全館大型リニューアルオープンを果たしたことや、イオンタウン四日市泊休業により回復している。
核店舗はイオン日永店（2011年（平成23年）2月までは「ジャスコ日永店」、（1993年（平成5年）開店当初はジャスコ新日永店であったが、後に "新"が取れている。）とスーパーサンシカヨー店。イオン日永店はイオン名義の店舗では食品を殆ど取り扱わない数少ない店舗となっている。どちらも建て替え前の旧店舗時代から入居しており、イオンについてはリニューアル前は冷蔵を必要としない加工食品（菓子・飲料・酒類）も販売していたが、前述のリニューアルで銘店ギフト売場以外廃止された。

## テナント
詳細は公式ウェブサイト参照
- イオン 日永店
- スーパーサンシ カヨー店
- 未来屋書店 日永店

## 建物・フロア構成
- R階：屋上駐車場
- 3階：立体駐車場
- 2階：ファッション・ライフスタイルとカルチャーのフロア
  - イオン：衣料品、服飾雑貨、子供用品、文具など
  - 主なテナント：カヨーアミューズメントパーク、書店、衣料品店、スポーツ用品店など
- 1階：フードギャラリー・美と健康のフロア
  - サンシ：食品スーパー
  - イオン：生活雑貨、化粧品、銘店ギフトなど
  - 主なテナント：各種飲食店、雑貨店など